# Rougarou
Rougarou in Cedar Point (Sandusky, Ohio, USA) ist eine Stahlachterbahn des Typs Floorless Coaster des Herstellers Bolliger & Mabillard, die am 11. Mai 1996 als Mantis vom Typ Stand-Up Coaster eröffnet wurde. Sie war zum Zeitpunkt ihrer Eröffnung die höchste, längste und schnellste Achterbahn ihres Typs. Mantis war außerdem die erste Achterbahn der Welt mit einem Inclined Loop.
Am 2. September 2014 verkündete Cedar Point, dass Mantis am 19. Oktober ihre letzte Fahrt absolvieren werde. Am 18. September gab der Park bekannt, dass die Bahn im Frühjahr 2015 mit neuen Floorless-Coaster-Zügen ausgerüstet unter dem Namen „Rougarou“ wiedereröffnen werde.

## Fahrt
Auf der 1188,7 m langen Strecke durchfahren die Fahrgäste vier Inversionen und erreichen dabei eine Höchstgeschwindigkeit von 96,6 km/h. Nach dem 44,2 m hohen Lifthill und der 41,8 m hohen Abfahrt von 52° folgt ein 36,3 m hoher Looping. Die zweite Inversion, der Dive-Loop von 31,4 m Höhe, wird gefolgt von einer 360°-Helix deren Ausfahrt in den 25,3 m hohen Inclined Loop führt. Vor der letzten Inversion – dem Korkenzieher – wird dem Zug auf einer Blockbremse etwas an Geschwindigkeit genommen, bevor dieser nach einigen Kurven in die Schlussbremse einfährt.

## Züge
Rougarou besitzt drei Züge mit jeweils acht Wagen. In jedem Wagen können vier Personen (eine Reihe à vier Personen) Platz nehmen. Die Fahrgäste müssen mindestens 1,37 m groß sein um mitfahren zu dürfen. Als Rückhaltesystem kommen Schulterbügel zum Einsatz.